# تنفس دیافراگمی

نمایش تصویری تنفس دیافراگمی (دیافراگم با رنگ سبز مشخص شده)

تنفس دیافراگمی (انگلیسی: Diaphragmatic breathing) نوعی تنفس است که از طریق درگیر کردن ماهیچه دیافراگم صورت می‌گیرد.